# بلومسترفانن
بلومسترفانن (دانمارکی: Blomsterfangen) که با نام زندانی گلخانه (انگلیسی: The Glasshouse Prisoner) هم شناخته می‌شود، یک فیلم کوتاه ۱۶ میلی‌متری دانمارکی به کارگردانی ینس آرنسن است که در سال ۱۹۹۶ منتشر شد.

## بازیگران
- مس میکلسن
- ینس اوکین
- بریته نویمن
- تونی لاندی